# Салат з оселедця
Салат з оселедця (фін. sillisalaatti, швед. sillsallad, нор. sildesalat) — змішаний салат із нарізаного та солоного оселедця, буряка, картоплі, цибулі, майонезу та збитих вершків.

## Норвезьки салат
Класичний норвезький рецепт автора кулінарної книги Ганни Вінснес у Lærebog i de different Grene af Huusholdningen , Christiania 1851, p. 351:
Добрий жирний оселедець очищають від шкірки і відділяють від кісток, потім кладуть на годину в солодке молоко, промивають у воді і обсушують на ганчірці. Його нарізають дуже дрібними кубиками і готують з дрібною олією, оцтом, перцем і нарізаною цибулею-шалот. Хтось не любить цибулю, хтось не любить олії, тому можна просто додати оцет і перець. Для прикраси зазвичай використовують відварений буряк, моркву та яйця, нарізані дрібними кубиками, які приємно смакують, змішуючи з салатом. Але її спочатку кладуть зверху точками або смугами, кожен колір окремо; яєць окремо порубати жовток і білок, але не дрібно. Потім ви можете оцінити від яєчних білків до червоного буряка, а яєчні жовтки та морква стоять між ними. Ви також можете залишити видимою смужку оселедця.

## Фінський салат з оселедця
Фінський салат з оселедця називається розоллі і є частиною фінського святкового столу. Салат готують із вареної картоплі та моркви, нарізаних невеликими кубиками, і подають на підносі. У ньому також можуть бути огірок, яблуко, цибуля та оселедець. Якщо в салаті немає оселедця, його називають буряковим. Салат можна їсти з соусом зі збитих вершків і оцту.
Назва «розоллі» походить з російської мови. Споконвічно російське слово «рассол» означало розсіл маринованих корнішонів. Вважається, що шведське слово sillsallad надихнуло слово sinsalla, яке використовується для позначення rosolli в Остроботнії.

## Естонський салат з оселедця
Розсоле  або роселе  — салат з оселедця з Естонії , подібний за характером та етимологією до фінського розоллі. У салаті основними інгредієнтами є нарізана кубиками картопля і буряк, а в деяких рецептах оселедець (або камбала) не входить.

## Сленг
«Салат з оселедця» має два сленгові значення, виходячи з його барвистості:

### Знак Союзу на прапорах Швеції та Норвегії 1844-1905

Норвезький варіант союзноого прапора «салат з оселедця» 1844-1905
Шведський варіант союзного прапора «салат з оселедця» 1844-1905

### Військовий

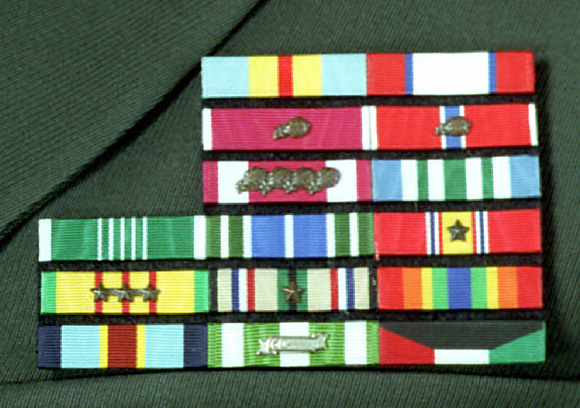
Стрічка нагород «салат з оселедця»